# Volta ao Algarve 2016
Volta ao Algarve 2016 var den 42. udgave af det portugisiske landevejscykelløb i Algarve. Løbet foregik i perioden 17. til 21. februar 2016. Løbet var en del af UCI Europe Tour 2016 og var i kategorien 2.1.

## Ryttere og hold
| UCI WorldTeams (12)- Astana - Cannondale - Etixx-Quick Step - FDJ - IAM Cycling - Katusha - Lotto NL-Jumbo - Lotto-Soudal - Movistar Team - Sky - Tinkoff - Trek-Segafredo UCI Professionelle kontinentalthold (6)- Bora-Argon 18 - Caja Rural-Seguros RGA - Gazprom-RusVelo - Team Novo Nordisk - Team Roth - Verva ActiveJet UCI Kontinentalhold (6)- Efapel - LA Alumínios-Antarte - Louletano-Hospital de Loulé - Rádio Popular-Boavista - Sporting-Tavira - W52-FC Porto |
| |

### Danske ryttere
- Michael Valgren kørte for Tinkoff

## Etaperne
| Etape    | Dato     | Start – Mål                   | type              | Afstand (km) | Etapevinder       | Førende rytter    |
| -------- | -------- | ----------------------------- | ----------------- | ------------ | ----------------- | ----------------- |
| 1. etape | 17. feb. | Lagos – Albufeira             | flad etape        | 163,6        | Marcel Kittel     | Marcel Kittel     |
| 2. etape | 18. feb. | Lagos – Fóia                  | middel bjergetape | 198,6        | Luis León Sánchez | Luis León Sánchez |
| 3. etape | 19. feb. | Sagres – Sagres               | enkeltstart       | 18           | Fabian Cancellara | Tony Martin       |
| 4. etape | 20. feb. | São Brás de Alportel – Tavira | kuperet etape     | 194          | Marcel Kittel     | Tony Martin       |
| 5. etape | 21. feb. | Almodôvar – Alto do Malhão    | middel bjergetape | 169          | Alberto Contador  | Geraint Thomas    |

## Trøjernes fordeling gennem løbet
| Etape  | Etapevinder       | Førertrøjen       | Bjergtrøjen        | Ungdomstrøjen   | Pointtrøjen       | Holdkonkurrencen       |
| ------ | ----------------- | ----------------- | ------------------ | --------------- | ----------------- | ---------------------- |
| 1      | Marcel Kittel     | Marcel Kittel     | Kamil Gradek       | Sebastián Henao | Marcel Kittel     | Movistar Team          |
| 2      | Luis León Sánchez | Luis León Sánchez | Luis León Sánchez  | Héctor Sáez     | Luis León Sánchez | Caja Rural-Seguros RGA |
| 3      | Fabian Cancellara | Tony Martin       | Geraint Thomas     | Tiesj Benoot    | Marcel Kittel     | Team Katusha           |
| 4      | Marcel Kittel     | Tony Martin       | Geraint Thomas     | Tiesj Benoot    | Marcel Kittel     | Team Katusha           |
| 5      | Alberto Contador  | Geraint Thomas    | Aleksandr Kolobnev | Tiesj Benoot    | Marcel Kittel     | Team Katusha           |
| Samlet | Samlet            | Geraint Thomas    | Aleksandr Kolobnev | Tiesj Benoot    | Marcel Kittel     | Team Katusha           |